# Гоупвелл (округ Бредлі, Теннессі)
Гоупвелл (англ. Hopewell) — переписна місцевість (CDP) в США, в окрузі Бредлі штату Теннессі. Населення — 2087 осіб (2020).

## Географія
Гоупвелл розташований за координатами 35°14′20″ пн. ш. 84°54′50″ зх. д. / 35.23889° пн. ш. 84.91389° зх. д. (35.238761, -84.913813).  За даними Бюро перепису населення США в 2010 році переписна місцевість мала площу 18,51 км², уся площа — суходіл.

## Демографія
Згідно з переписом 2010 року, у переписній місцевості мешкали 1874 особи в 751 домогосподарстві у складі 592 родин. Густота населення становила 101 особа/км².  Було 785 помешкань (42/км²).
Расовий склад населення:
| - 95,8 % — білих - 2,3 % — чорних або афроамериканців - 0,4 % — корінних американців - 0,4 % — азіатів |

До двох чи більше рас належало 0,7 %. Частка іспаномовних становила 1,7 % від усіх жителів.
За віковим діапазоном населення розподілялося таким чином: 20,6 % — особи молодші 18 років, 59,3 % — особи у віці 18—64 років, 20,1 % — особи у віці 65 років та старші. Медіана віку мешканця становила 45,9 року. На 100 осіб жіночої статі у переписній місцевості припадало 95,4 чоловіків;  на 100 жінок у віці від 18 років та старших — 93,0 чоловіків також старших 18 років.
Середній дохід на одне домашнє господарство  становив 77 249 доларів США (медіана — 67 586), а середній дохід на одну сім'ю — 88 917 доларів (медіана — 71 827). Медіана доходів становила 60 159 доларів для чоловіків та 31 356 доларів для жінок. За межею бідності перебувало 4,5 % осіб, у тому числі 5,8 % дітей у віці до 18 років та 2,2 % осіб у віці 65 років та старших.
Цивільне працевлаштоване населення становило 986 осіб. Основні галузі зайнятості: освіта, охорона здоров'я та соціальна допомога — 31,9 %, роздрібна торгівля — 24,2 %, виробництво — 14,7 %, будівництво — 6,2 %.